# Hydropsyche plesia
Hydropsyche plesia är en nattsländeart som beskrevs av Navás 1934. Hydropsyche plesia ingår i släktet Hydropsyche och familjen ryssjenattsländor. Inga underarter finns listade i Catalogue of Life.